# Max Friedrich Koch
Pour les articles homonymes, voir Koch.
Max Friedrich Koch (né le 24 novembre 1859 à Berlin, mort le 18 février 1930 à Potsdam) est un peintre allemand.

## Biographie
Son père Carl Koch (de) et son frère Georg (en) sont également peintres. Ils travaillent lors de grandes commandes, mais aussi avec Hans Bohrdt.
Max Friedrich Koch fréquente l'école du musée des arts décoratifs de Berlin, où il est l'élève d'Ernst Ewald, d'Eduard Schaller et de Meurer. En 1876 et 1877, grâce à une bourse, il fait un voyage en Italie. En 1879, il participe à la décoration du vieil opéra de Francfort sous la direction de Friedrich von Thiersch. En 1881, il vient à Paris dans l'École des beaux-arts auprès de Pierre-Victor Galland.
En 1883, il retourne à Berlin et succède à Meurer comme professeur jusqu'en 1924. Il devient connu pour son panorama de Pergame fait avec Alexander Kips (de) pour l'anniversaire de la ville de Berlin en 1886. Il est remplacé deux ans plus tard par une représentation du grand incendie de Rome par les frères Koch. En 1891, un nouveau panorama est composé par Carl, Georg et Max Friedrich Koch et Bohrdt mettant en scène l'entrée de l'empereur Guillaume II dans le Bosphore.
Max Friedrich Koch fait aussi de nombreuses décorations durant l'Empire, des peintures historiques, pour des bâtiments publics et privés à Berlin et en province avec ses élèves comme Max Seliger et Johann Kluska (de).
Le compositeur et professeur de musique Friedrich Ernst Koch (de) est un frère des peintres.

## Source de la traduction
- (de) Cet article est partiellement ou en totalité issu de l’article de Wikipédia en allemand intitulé « Max Friedrich Koch » (voir la liste des auteurs).